# Kinda (đô thị)
Đô thị Kinda (tiếng Thụy Điển: Kinda kommun) là một đô thị ở hạt Östergötland của Thụy Điển. Thủ phủ là thị xã Kinda. Dân số thời điểm 31 tháng 12 năm 2000 là 10129 người.